# Famille de Montbray

Armes accordées par Richard II à Thomas de Mowbray, 1er duc de Norfolk, en 1398.

La famille de Montbray, qui tient son toponyme du village de Montbray dans le Cotentin, fait partie des grandes familles baronniales anglo-normandes. Il y a en réalité deux familles distinctes de Montbray. Roger de Montbray, fils de Néel d'Aubigny, est le primogéniteur de la seconde. Il prend le toponyme de Montbray après avoir hérité de son père, en 1129, de l'honneur normand de Montbray. En anglais, Montbray s'anglicise en Mowbray après la perte des territoires normands au XIIIe siècle.

## Histoire de la famille

Armes portées par Thomas de Mowbray, 1er duc de Norfolk, entre 1397 et 1398.

Armes portées par Thomas de Mowbray, 4e comte de Norfolk, en 1399.

La première famille de Montbray s'installe en Angleterre durant la conquête normande de l'Angleterre. Elle possède la seigneurie de Montbray (Manche). Geoffroy de Montbray († 1093), évêque de Coutances, reçoit 280 seigneuries du nouveau roi d'Angleterre Guillaume le Conquérant, principalement dans le sud-ouest du royaume. Son neveu Robert de Montbray est nommé comte de Northumbrie, vers 1086, en remplacement d'Aubrey de Coucy. Il hérite le temporel de son oncle en 1093, et, en 1095, est le meneur d'une conspiration visant à remplacer Guillaume le Roux sur le trône d'Angleterre par son cousin Étienne d'Aumale. Après sa capture, il est emprisonné à vie et perd toutes ses possessions anglaises et normandes. Cette famille serait parente de Néel II de Saint-Sauveur, vicomte du Cotentin.
La seconde famille de Montbray est issue de la famille d'Aubigny. Néel d'Aubigny, cadet sans terres de la famille, et oncle de Guillaume d'Aubigny, 1er comte d'Arundel, entre au service d'Henri Ier et devient l'un de ses « nouveaux hommes ». Il est récompensé magnifiquement. Le roi lui arrange un mariage avec Mathilde de l'Aigle, l'ex-femme de Robert de Montbray, qui a obtenu une dispense papale pour divorcer. À travers elle, il obtient toutes les terres normandes confisquées à son précédent mari, dont la seigneurie de Montbray. Avant 1118, il la répudie, et obtient une dispense papale pour cause de consanguinité afin de pouvoir épouser Gundreda de Gournay. Par elle, il a pour fils Roger, qui héritant de son père en 1129, prend le toponyme de Montbray.
Les seconds Montbray enracinés en Angleterre perdent leurs terres normandes et anglicisent leur nom au XIIIe siècle en « de Mowbray » ou simplement « Mowbray ». Les descendants mâles de la lignée deviennent prééminents dans la politique anglaise, acquérant les titres de comte de Nottingham en 1377, comte Marshal en 1383, duc de Norfolk en 1397, comte de Norfolk en 1399 puis comte de Surrey en 1451. La lignée mâle directe s'éteint en 1476 avec le 4e duc de Norfolk. Sa fille et héritière Anne est mariée à l'âge de 8 ans avec Richard de Shrewsbury, 1er duc d'York, plus jeune fils du roi Édouard IV, âgé de 4 ans. Elle meurt deux ans plus tard, et Richard est envoyé à la Tour de Londres en 1483 par Richard III, et y disparaît.

## Membres remarquables

### Première famille
- Geoffroy († 1093), évêque de Coutances de 1049 à 1093, est l'un des plus proches conseillers de Guillaume le Conquérant, qu'il accompagne dans sa conquête de l'Angleterre. En 1088, il participe à la rébellion des principaux barons anglo-normands contre le roi Guillaume le Roux avec son neveu. Il est pardonné.
- Robert (v. 1060-1115/1125), comte de Northumbrie de 1087 à 1095, se rebelle avec son oncle contre le roi Guillaume le Roux en 1088. En 1093, il hérite des biens temporels de son oncle, et en 1095 il fomente à nouveau une conspiration contre Guillaume le Roux. Après sa capture, il est emprisonné à Windsor presque jusqu'à la fin de sa vie[2]. Sa femme Mathilde de L'Aigle obtient la nullité de son mariage et se remarie avec Néel d'Aubigny, qui obtient les terres normandes appartenant à Robert, puis un important honneur en Angleterre.

### Seconde famille
- Roger d'Aubigny puis de Montbray († 1188) est le fils de Néel d'Aubigny et de sa seconde femme Gundreda de Gournay. En 1129, quand il hérite de son père, il prend le toponyme Montbray[4]. Il est l'un des meneurs de l'armée royale à la bataille de l'Étendard en 1138 qui vainc les Écossais, bien qu'il soit sûrement très jeune[4]. En 1141, il est parmi les barons capturés par Ranulf de Gernon durant la bataille de Lincoln[4]. Il part pour la deuxième croisade, et malgré la débâcle il réussit à se couvrir de gloire. En 1174, il se joint à la révolte des fils d'Henri II[4]. Il s'attire la défaveur royale et un bon nombre de ses châteaux sont détruits. Il est un généreux bienfaiteur du clergé, et donne ou vend une grande partie de ses possessions pour doter des maisons religieuses[4]. Toutefois, les terres qui lui restent permettent à ses descendants de conserver leur rang dans le baronnage anglo-normand[4]. Il part pour la Terre sainte en 1177, puis encore en 1186. Il est capturé à la bataille de Hattin en 1187, puis rançonné[4]. Il meurt peu après.
- son fils Néel († 1191), hérite de ses biens, mais meurt durant la troisième croisade[4].
- Guillaume (v. 1173-v.1224), lord de Axholme Castle (Lincolnshire), est l'un des principaux opposants à Jean d'Angleterre[5]. Il est l'un des 25 barons chargés de vérifier la bonne exécution de la Grande Charte[5]. Il est fait prisonnier à la bataille de Lincoln (1217) et ses terres sont confisquées[5]. Après avoir fait la paix avec Henri III, il récupère ses terres[5]. Son fils aîné Néel lui succède, mais meurt sans descendance en 1228[5]. L'héritage échoit à son cadet Roger (II) (v. 1223-1266)[5].
- Roger (III) († 1297), fils de Roger (II) est convoqué au parlement par le roi en 1283 en tant que 1er baron Mowbray[5].
- John (1286-1322), 2e baron Mowbray, sert dans les guerres écossaises d'Édouard Ier[6]. Il est shérif du Yorkshire, gouverneur d'York[6]. Il augmente considérablement les biens de la famille[6]. Toutefois, il prend part à la guerre civile menée par Thomas de Lancastre, le 2e comte de Leicester et de Lancastre, et après avoir été capturé à la bataille de Boroughbridge en 1324, est pendu[6]. Sa veuve est emprisonnée avec son fils, et elle doit rendre la seigneurie de Bramber pour sa libération[6].
- John (II) (1310-1361), 3e baron Mowbray, est libéré de la tour de Londres au couronnement d'Édouard II en 1327[7]. Son beau-père Richard Peshale garde le contrôle de son héritage jusqu'en 1342[7]. Il récupère l'importante seigneurie galloise de Gower à la mort de sa mère en 1331, mais il en perd la possession au profit de Thomas de Beauchamp en 1354 par décision judiciaire[7]. Il épouse Jeanne, une fille de Henry de Lancastre. Il est au service royal en Écosse et en France. Il meurt de la peste en 1361[7].
- John (III) (1340-1368), 4e baron Mowbray, épouse Élisabeth, fille et héritière de John, Lord Seagrave († 1353) et de Marguerite de Brotherton († 1399), fille et héritière de Thomas de Brotherton, 1er comte de Norfolk. Ce mariage permit au Mowbray d'augmenter considérablement leurs biens, mais du fait de la longue vie de Margeret Brotherton, ni John, ni ses deux fils n'en virent les bénéfices[8]. Il est tué par le Turcs près de Constantinople, alors qu'il se rend en pèlerinage en Terre sainte[8].
- John (IV) (1365-1380), est créé 1er comte de Nottingham en 1377. Il meurt sans descendance, et son frère Thomas lui succède.

Blason des Mowbray ducs de Norfolk.

- Thomas (1366-1399), succède à son frère comme 6e baron Mowbray et 7e baron Segrave en 1382[9]. En 1383, il est créé 1er comte de Nottingham, puis appointé comte Marshal en 1386[9]. Il est l'un des Lords Appellant qui essaient de prendre le contrôle du royaume aux dépens de Richard II à la fin des années 1380[9]. En 1397, il est aux côtés du roi et est impliqué dans l'exécution pour trahison de Thomas de Woodstock[9]. En récompense, il est créé 1er duc de Norfolk en 1397[9]. Il succède à sa grand-mère en tant que 3e comte de Norfolk en 1399[9]. Après une querelle avec le futur Henri IV, le roi les bannit tous les deux[9]. Après qu'Henri a usurpé le trône, Thomas se voit confisquer son titre de duc[9]. Il meurt de la peste à Venise[9]. Ses fils Thomas et John lui succèdent tour à tour.
- Thomas (1385-1405), 4e comte de Norfolk et 2e comte de Nottingham, se rebelle contre Henri IV avec Richard le Scrope, archevêque de Cantorbéry. Il est décapité pour trahison en 1405.
- Margaret, épouse Robert Howard († 1436). Ils ont John Howard († 1485), qui obtient bien plus tard, en 1483, le titre de duc de Norfolk après la mort d'Anne de Mowbray.
- John (V) (1392-1432), 5e comte de Norfolk, restauré au titre de 2e duc de Norfolk en 1425. Il combat en France avec Henri V.
- John (VI) (1415-1461), 3e duc de Norfolk, est un soutien important du camp Yorkiste dans la guerre des Deux-Roses. En 1461, il prend part à la défaite yorkiste durant la seconde bataille de St Albans. Sa contribution à la bataille de Towton est capitale et offre une victoire décisive à son camp.
- John (VII) (1444-1476), 4e duc de Norfolk, obtient le titre de comte de Surrey en 1451. Il est scrupuleusement loyal à Édouard IV et rencontre de gros problèmes financiers, car sa mère et sa grand-mère sont toujours vivantes et tiennent les deux-tiers de son héritage en douaire. Il meurt subitement en 1476 et ne laisse qu'une seule héritière.
- Anne († 1481), est mariée à l'âge de 8 ans à Richard de Shrewsbury, 1er duc d'York et nouveau duc de Norfolk, plus jeune fils du roi Édouard IV, âgé de 4 ans. Elle meurt deux ans plus tard, et Richard est envoyé à la tour de Londres en 1483 par Richard III , et y disparaît.

## Généalogie
```
?
│
├─> 
Geoffroy
 († 1093), 
évêque de Coutances

│
└─> Roger
   │
   └─> 
Robert
 (v. 1060-1115/1125), 
comte de Northumbrie
 (1087-1095)
       ¦
 
(mariage)

       ¦
       × Mathilde de l'Aigle
       ¦
 
(mariage)

       ¦
       Néel d'Aubigny († 1129)
       │ × Gundreda de Gournay
       │
       └─> 
Roger d'Aubigny
 puis de Montbray († 1188)
           │
           └─> Néel († 1191), mort durant la 
troisième croisade

               │
               └─> 
Guillaume
 († v. 1224)
                   │
                   ├─> Néel († 1228)
                   └─> Roger (II) (v. 1223-1266)
                       │
                       └─> Roger (III) († 1297), 
1
er
 
baron
 Mowbray
                           │
                           └─> 
John
 (1286-1322), 
2
e
 
baron
 Mowbray
                               × 
Aline de Briouze

                               │
                               └─> 
John
 (II) (1310-1361), 
3
e
 
baron
 Mowbray
                                   │
                                   └─> 
John
 (III) (1340-1368), 
4
e
 
baron
 Mowbray
                                       │
                                       ├─> John (IV) (1365-1383), 
1
er
 
comte de Nottingham
 en 1377
                                       │
                                       └─> 
Thomas
 (1366-1399), 
1
er
 
duc de Norfolk
 (1397-1399)
                                           │
                                           ├─> 
Thomas
 (II) (1385-1405), 
4
e
 
comte
 de Norfolk
                                           │
                                           ├─> Margaret
                                           │   × Robert Howard († 1436)
                                           │   │
                                           │   └─> 
John Howard
 († 1485), 
1
er
 
duc de Norfolk
 en 1483
                                           │       └─> Famille Howard
                                           │
                                           └─> 
John
 (V) (1392-1432), 
2
e
 
duc
 de Norfolk
                                               │
                                               └─> 
John
 (VI) (1415-1461), 
3
e
 
duc
 de Norfolk
                                                   │
                                                   └─> 
John
 (VII) (1444-1476), 
4
e
 
duc
 de Norfolk
                                                       │
                                                       └─> Anne († 1481), duchesse de Norfolk
                                                           × 
Richard de Shrewsbury
 (1473-1483?),
                                                             
duc d'York
 et de Norfolk. 
                                                             Fils d'
Édouard IV
```